# Bonniers juniorförlag
Bonniers juniorförlag var under åren 1979–1993 ett barnboksförlag inom Bonnierkoncernen. Det efterträddes av Bonnier Carlsen.

## Historik
Bonniers juniorförlag knoppades av ifrån Albert Bonniers förlag 1979, i syfte att samla Bonniers barn- och ungdomslitteratur. 1993 slogs förlaget samman med Carlsen if (Bonnierägt sedan 1980) till Bonnier Carlsen.

## Utgivning

### Skönlitteratur
Bonniers juniorförlag gav ut såväl skönlitteratur och facklitteratur som ljudkassetter. Några av förlagets skönlitterära författare var Bertil Almqvist, Elsa Beskow, Eva Bexell, Arthur Conan Doyle, Walter Farley, Maria Gripe, Tove Jansson, Rudyard Kipling, Gösta Knutsson, Selma Lagerlöf, Gunnel Linde, A.A. Milne, Ulf Nilsson, Ulf Stark, Katarina Taikon, Mark Twain och Jules Verne.

### Tecknade serier
Utöver den traditionella barn- och ungdomslitteraturen fanns hos förlaget också ett visst utbud av seriealbum. Där svarade Morris westernhjälte Lucky Luke för omkring två tredjedelar av den totala utgivningen. 
Förlagets övriga serieutgivning innefattar de svenska serierna Agent Annorlunda (7 album, 1986-1990), Biffen och Bananen (1 album, 1981) och Katitzi (3 album, 1979), de belgiska Doktor Frisk (Docteur Poche, 1 album, 1980), Isabelle (2 album, 1980) och Max Jordan (Gil Jourdan, 3 album, 1979-1980), de franska Svarta hingsten (l'Étalon noir, 5 album, 1983-1985) och De stora äventyren (La Découverte du monde, 4 album, 1979-1980), samt den danska Kanindödaren Kurt (Kanindræberen Kaj, 1 album, 1980). Dessutom gav förlaget ut ett album med Asterix (Det stora bygrälet, 1980), en serie som annars Hemmets Journals förlag (nuvarande Egmont Kärnan) hade rättigheterna till.
Av förlagets serieutgivning var det bara en titel som överlevde sammanslagningen med Carlsen/if – Agent Annorlunda. som utkom med ett album (nummer 8, Det sjungande sjöodjuret) på Carlsen Comics-etiketten 1992. Lucky Luke övergick till Egmont Serieförlaget, och Biffen och Bananen utkom med två utgåvor på Bokförlaget DN 1990-91. Övriga serier har inte nått den svenska marknaden efter Bonniers Juniorförlags nedläggning.